# Hành vi xã hội
Hành vi xã hội là hành vi giữa hai hoặc nhiều sinh vật trong cùng một loài và bao gồm bất kỳ hành vi nào trong đó một thành viên ảnh hưởng đến người khác. Điều này là do sự tương tác giữa các thành viên. Hành vi xã hội có thể được xem là tương tự như trao đổi hàng hóa, với mong muốn rằng khi bạn cho đi, bạn sẽ nhận về điều tương tự. Hành vi này có thể được thực hiện bởi cả phẩm chất của cá nhân và các yếu tố môi trường (tình huống). Do đó, hành vi xã hội phát sinh là kết quả của sự tương tác giữa hai cơ thể sinh vật và môi trường của nó. Điều này có nghĩa là, liên quan đến con người, hành vi xã hội có thể được xác định bởi cả đặc điểm cá nhân của con người và tình huống tại chỗ.

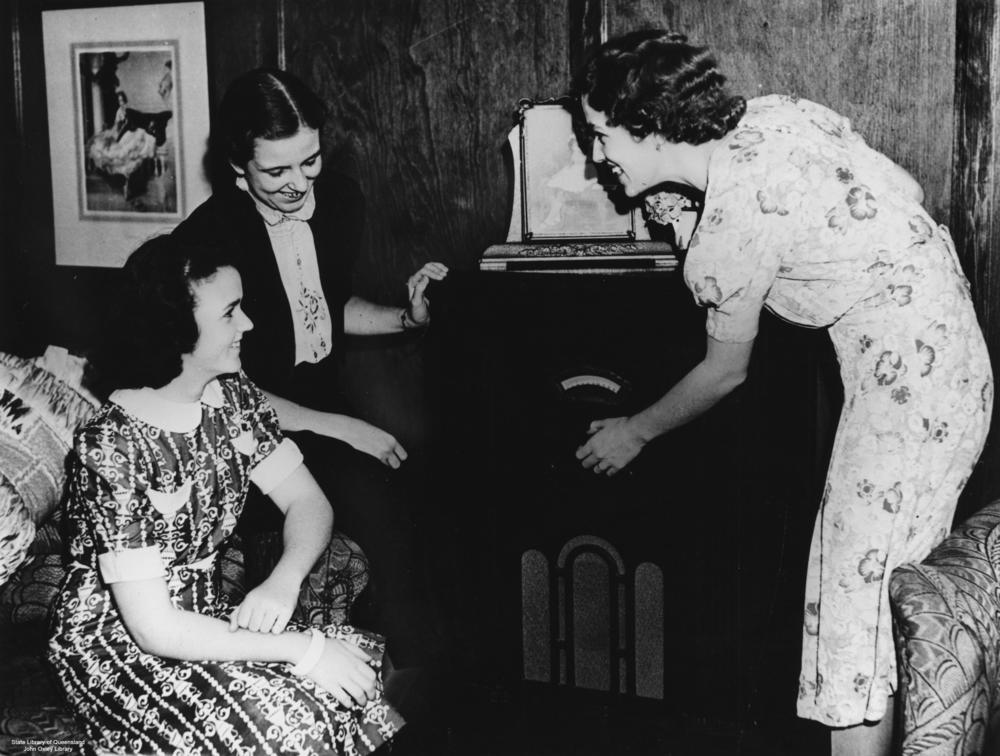
Một nhóm phụ nữ tụ tập và nói chuyện. Đây là một ví dụ về hành vi xã hội.

Một khía cạnh chính của hành vi xã hội là giao tiếp, là cơ sở để tồn tại và sinh sản. Hành vi xã hội được cho là được xác định bởi hai quá trình khác nhau, có thể phối hợp với nhau hoặc chống lại nhau. Mô hình hệ thống kép của các yếu tố quyết định phản xạ và bốc đồng của hành vi xã hội ra đời từ việc nhận ra rằng hành vi không thể chỉ được xác định bởi một yếu tố duy nhất. Thay vào đó, hành vi có thể phát sinh bởi những người có hành vi có ý thức (có nhận thức và ý định), hoặc bởi sự thúc đẩy thuần túy. Những yếu tố quyết định hành vi có thể hoạt động trong các tình huống và khoảnh khắc khác nhau, và thậm chí có thể chống lại nhau. Trong khi đôi khi người ta có thể hành xử với một mục tiêu cụ thể trong tâm trí, thì những lúc khác họ có thể cư xử mà không cần sự kiểm soát hợp lý và thay vào đó là cư xử theo sự thúc đẩy.
Cũng có sự phân biệt giữa các loại hành vi xã hội khác nhau, chẳng hạn như hành vi xã hội vặt vãnh và phòng thủ. Hành vi xã hội vặt vãnh là kết quả của sự tương tác trong cuộc sống hàng ngày, và là những hành vi được học khi một người tiếp xúc với những tình huống khác nhau. Mặt khác, hành vi phòng thủ phát sinh từ sự thúc đẩy, khi một người phải đối mặt với những ham muốn mâu thuẫn nhau.

## Sự phát triển của hành vi xã hội
Hành vi xã hội liên tục thay đổi khi một người tiếp tục trưởng thành và phát triển, và đạt đến các giai đoạn khác nhau của cuộc sống. Sự phát triển của hành vi gắn chặt với những thay đổi về sinh học và nhận thức mà người ta đang trải qua tại bất kỳ thời điểm nào. Điều này tạo ra các mô hình chung về phát triển hành vi xã hội ở người. Giống như hành vi xã hội bị ảnh hưởng bởi cả tình huống cụ thể và đặc điểm của một cá nhân, sự phát triển của hành vi là do sự kết hợp của cả hai cũng như tính khí của đứa trẻ cùng với các thiết lập mà chúng được tiếp xúc.
Văn hóa (cha mẹ và cá nhân ảnh hưởng đến xã hội hóa ở trẻ em) đóng một vai trò lớn trong sự phát triển hành vi xã hội của trẻ, vì cha mẹ hoặc người chăm sóc thường là những người quyết định các thiết lập và tình huống mà trẻ tiếp xúc. Những cài đặt khác nhau mà trẻ được đặt (ví dụ: sân chơi và lớp học) hình thành thói quen tương tác và hành vi bất thường khi trẻ tiếp xúc với một số cài đặt thường xuyên hơn những nơi khác. Điều được ưu tiên đặc biệt trong ảnh hưởng của bối cảnh là những người mà đứa trẻ phải tương tác với - bao gồm cả tuổi tác, giới tính và đôi khi văn hóa của họ.
Cảm xúc cũng đóng một vai trò lớn trong sự phát triển của hành vi xã hội, vì chúng đan xen với cách cư xử của một cá nhân. Thông qua các tương tác xã hội, cảm xúc được hiểu thông qua các màn hình bằng lời nói và phi ngôn ngữ khác nhau, và do đó đóng một vai trò lớn trong giao tiếp. Nhiều quá trình xảy ra trong não và cảm xúc bao trùm thường tương quan rất lớn với các quá trình cần thiết cho hành vi xã hội. Một khía cạnh chính của sự tương tác là hiểu cách người khác nghĩ và cảm nhận, và có thể phát hiện các trạng thái cảm xúc trở nên cần thiết để các cá nhân tương tác hiệu quả với nhau và cư xử xã hội.
Khi đứa trẻ tiếp tục có được thông tin xã hội, hành vi của chúng phát triển tương ứng. Con người phải học cách cư xử theo các tương tác và những người có liên quan đến một thiết lập nhất định, và do đó bắt đầu biết một cách trực giác hình thức tương tác xã hội phù hợp tùy thuộc vào tình huống. Do đó, hành vi liên tục thay đổi theo yêu cầu và sự trưởng thành mang lại điều này. Một đứa trẻ phải học cách cân bằng những ham muốn của bản thân với những người mà chúng tương tác, và khả năng này đáp ứng chính xác các tín hiệu theo ngữ cảnh và hiểu ý định và mong muốn của người khác được cải thiện theo tuổi tác. Điều đó đang được nói, các đặc điểm cá nhân của trẻ (tính khí của chúng) rất quan trọng để hiểu cách cá nhân học các hành vi xã hội và tín hiệu được trao cho chúng, và khả năng học hỏi này không nhất quán ở tất cả trẻ em.

### Các mô hình phát triển trong suốt vòng đời
Khi nghiên cứu các mô hình phát triển sinh học trong suốt tuổi thọ của con người, có một số mô hình nhất định được duy trì tốt trên con người. Những mô hình này thường có thể tương ứng với sự phát triển xã hội và những thay đổi sinh học dẫn đến những thay đổi tương ứng trong tương tác.
Ở trẻ sơ sinh và sau khi sinh, hành vi của trẻ sơ sinh có tương quan với người chăm sóc. Trong giai đoạn trứng nước, đã có sự phát triển về nhận thức của một người lạ, trong trường hợp đó, cá nhân có thể xác định và phân biệt giữa mọi người.
Đến tuổi thơ, cá nhân bắt đầu chú ý nhiều hơn đến bạn bè và giao tiếp bắt đầu bằng hình thức bằng lời nói. Một người cũng bắt đầu tự phân loại dựa trên giới tính và các phẩm chất khác của họ về bản thân, như chủng tộc và tuổi tác.
Khi đứa trẻ đến tuổi đi học, người ta thường nhận thức rõ hơn về cấu trúc của xã hội liên quan đến giới tính, và giới tính của chúng đóng vai trò như thế nào trong việc này. Họ ngày càng trở nên phụ thuộc hơn vào các hình thức giao tiếp bằng lời nói, và có nhiều khả năng thành lập các nhóm và nhận thức được vai trò của chính họ trong các nhóm này.

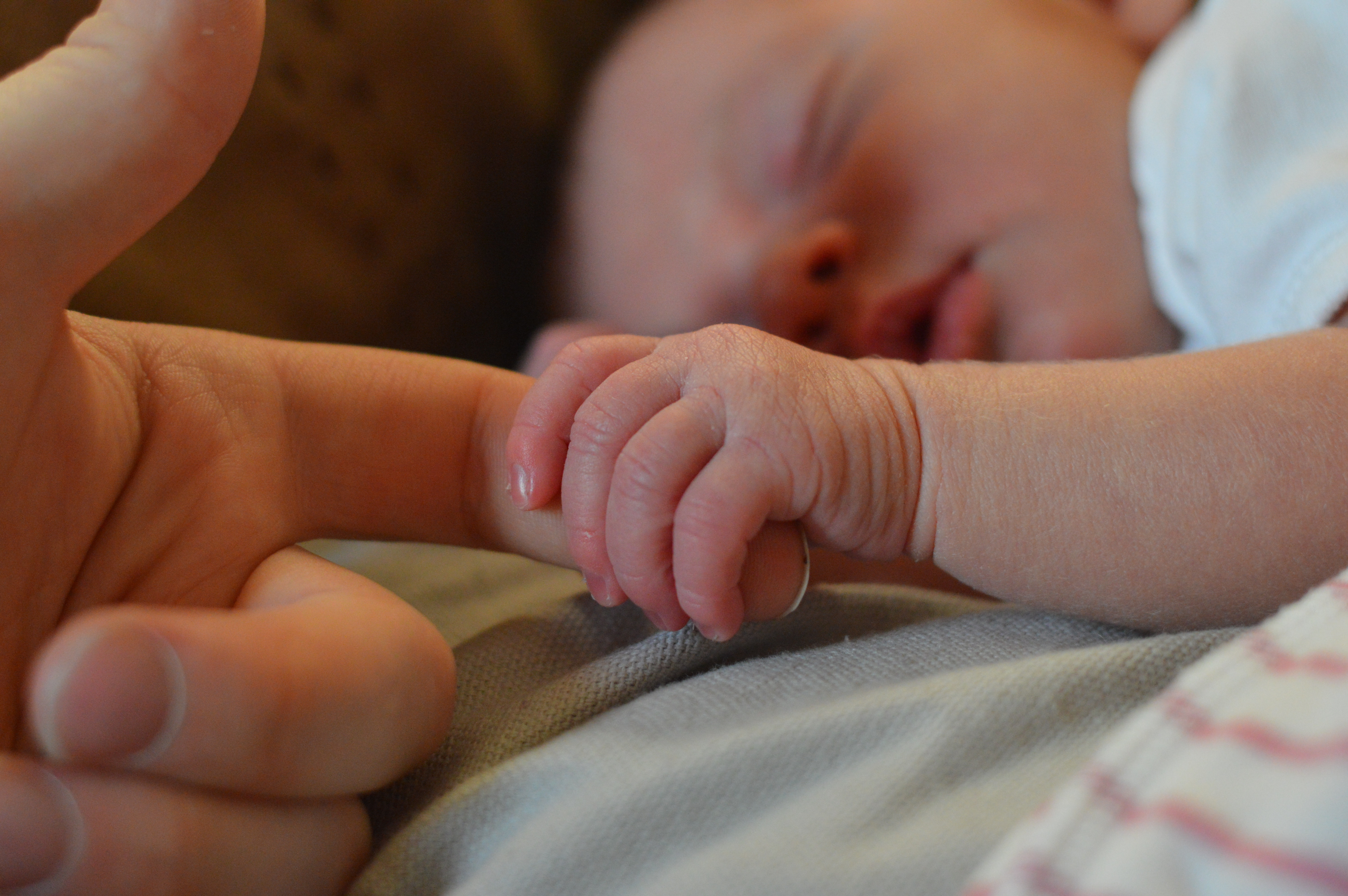
Người lớn và trẻ sơ sinh

Ở tuổi dậy thì, các mối quan hệ chung giữa các cá nhân cùng giới và khác giới trở nên mặn mà hơn rất nhiều và các cá nhân bắt đầu cư xử theo các quy tắc của những tình huống này. Với sự nhận thức ngày càng tăng về giới tính và các khuôn mẫu của họ đi cùng với nó, cá nhân bắt đầu chọn mức độ họ phù hợp với các khuôn mẫu này, và hành xử theo những khuôn mẫu đó hay không. Đây cũng là thời gian mà các cá nhân thường xuyên hình thành các cặp tình nhân.
Khi đạt đến tuổi sinh sản, con người phải bắt đầu trải qua những thay đổi trong hành vi của riêng phù hợp với cuộc sống thay đổi lớn của một gia đình đang phát triển. Đứa trẻ sắp ra đời đòi hỏi cha mẹ phải sửa đổi hành vi của chúng để thích nghi với một thành viên mới trong gia đình.
Đến tuổi già và nghỉ hưu, hành vi ổn định hơn vì cá nhân thường thiết lập mạng lưới xã hội của họ (bất cứ điều gì có thể) và cam kết hơn với cấu trúc xã hội của họ.

## Thần kinh và tương quan sinh học của hành vi xã hội

### Thần kinh tương quan

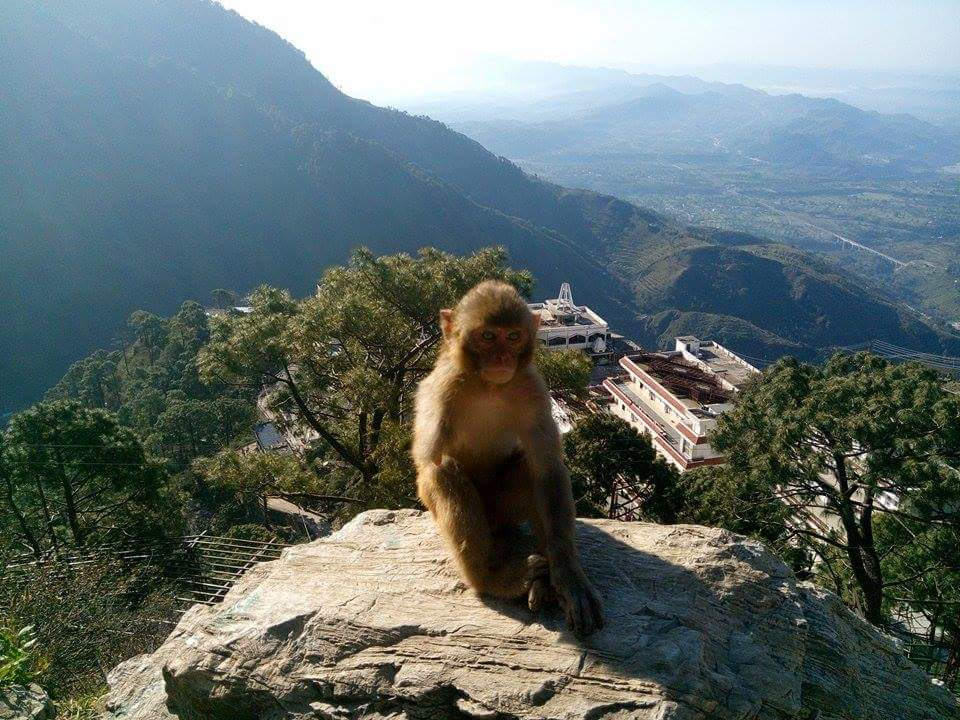
Khỉ nâu xám

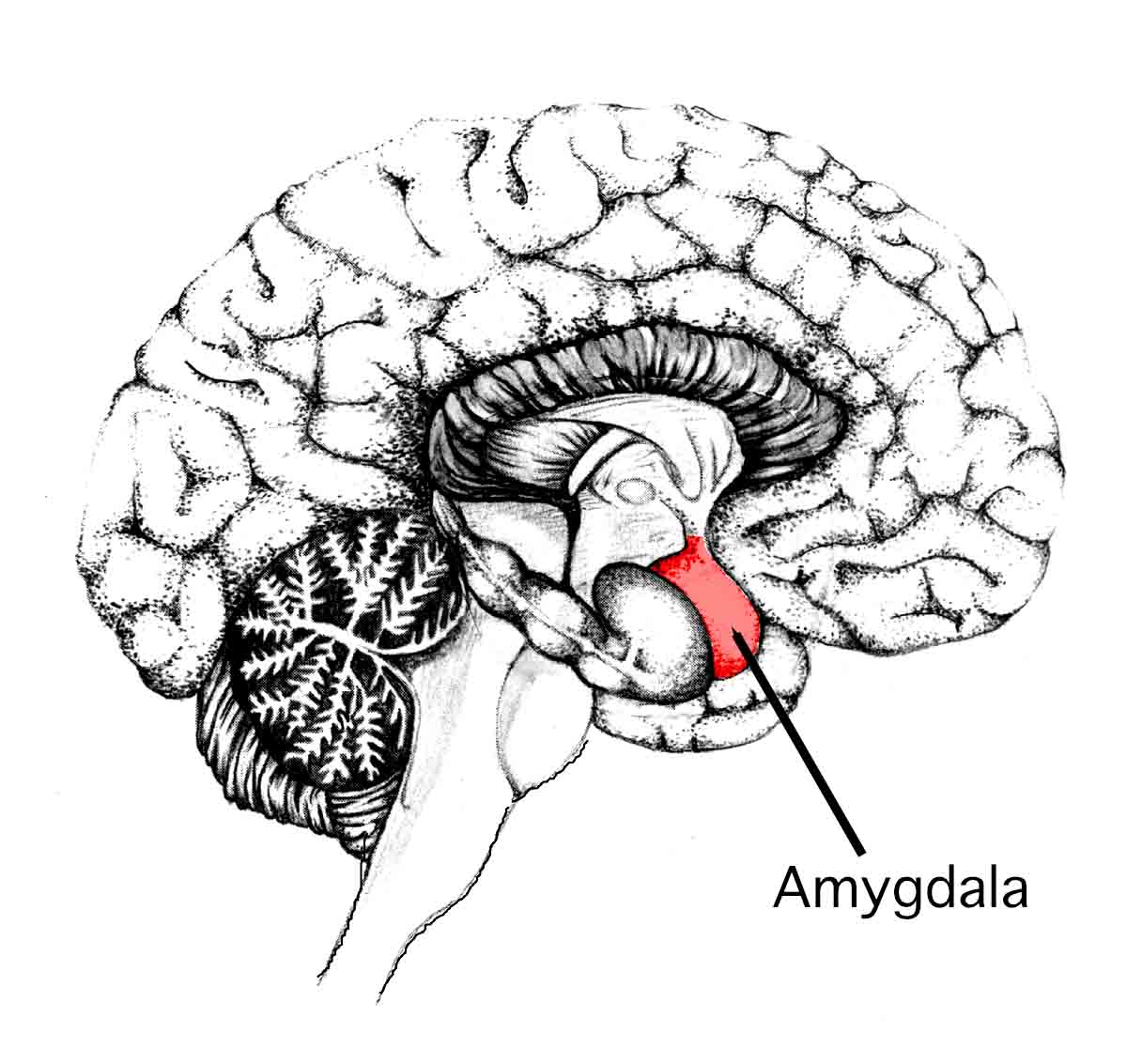
Vị trí giải phẫu của amygdala

Với sự ra đời của lĩnh vực khoa học thần kinh nhận thức xã hội đã quan tâm đến việc nghiên cứu các mối tương quan của hành vi xã hội trong não bộ, để xem những gì đang xảy ra bên dưới bề mặt khi các sinh vật hành động theo cách xã hội. Mặc dù có tranh luận về việc các vùng đặc biệt của não chịu trách nhiệm cho hành vi xã hội, một số người đã tuyên bố rằng vỏ não được kích hoạt khi một người đang nghĩ về động cơ hoặc mục đích của người khác, một phương tiện để hiểu thế giới xã hội và hành xử theo đó. Thùy trước trán trung gian cũng đã được nhìn thấy có sự kích hoạt trong nhận thức xã hội  Nghiên cứu đã phát hiện qua các nghiên cứu trên khỉ rakesus rằng amygdala , một khu vực được biết đến để thể hiện sự sợ hãi, được kích hoạt đặc biệt khi những con khỉ phải đối mặt với tình huống xã hội mà chúng gặp phải. chưa từng ở trong đó Vùng não này được chứng minh là nhạy cảm với nỗi sợ hãi đi kèm với một tình huống xã hội mới lạ, ức chế sự tương tác xã hội.
Một hình thức nghiên cứu khác về các vùng não có thể chịu trách nhiệm cho hành vi xã hội là thông qua việc xem xét các bệnh nhân bị chấn thương não bị suy giảm hành vi xã hội. Các tổn thương ở vỏ não trước trán xảy ra ở tuổi trưởng thành có thể ảnh hưởng đến hoạt động của hành vi xã hội. Khi những tổn thương này hoặc rối loạn chức năng ở vỏ não trước trán xảy ra ở giai đoạn sơ khai / sớm trong đời, sự phát triển của hành vi đạo đức và xã hội đúng đắn được thực hiện và do đó là không điển hình.

### Tương quan sinh học

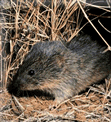
Một con chuột đồng cỏ

Cùng với tương quan thần kinh, nghiên cứu đã điều tra những gì xảy ra trong cơ thể (và có khả năng điều biến) hành vi xã hội. Vasopressin là một hormone tuyến yên sau được xem là có khả năng đóng vai trò liên kết với chuột non. Cùng với những con chuột non, vasopressin cũng đã được liên kết với hành vi của người cha trong những con chuột đồng cỏ. Những nỗ lực đã được thực hiện để kết nối nghiên cứu động vật với con người, và thấy rằng vasopressin có thể đóng một vai trò trong các phản ứng xã hội của con đực trong nghiên cứu ở người.
Oxytocin cũng đã được nhìn thấy có mối tương quan với hành vi xã hội tích cực, và mức độ cao đã được chứng minh là có khả năng giúp cải thiện hành vi xã hội có thể đã bị ức chế do căng thẳng. Do đó, mức độ nhắm mục tiêu của oxytocin có thể đóng một vai trò trong việc can thiệp các rối loạn liên quan đến hành vi xã hội không điển hình.
Cùng với vasopressin, serotonin cũng đã được kiểm tra về liên quan đến hành vi xã hội ở người. Nó đã được tìm thấy có liên quan đến cảm giác kết nối xã hội của con người và chúng ta thấy sự sụt giảm serotonin khi một người bị cô lập về mặt xã hội hoặc có cảm giác bị cô lập xã hội. Serotonin cũng đã được liên kết với niềm tin xã hội.

## Ảnh hưởng và hành vi xã hội
Ảnh hưởng tích cực (cảm xúc) đã được nhìn thấy có tác động lớn đến hành vi xã hội, đặc biệt là bằng cách tạo ra nhiều hành vi giúp đỡ, hợp tác và xã hội. Các nghiên cứu đã chỉ ra rằng thậm chí tinh tế gây ra ảnh hưởng tích cực trong các cá nhân gây ra hành vi xã hội và giúp đỡ lớn hơn. Hiện tượng này, tuy nhiên, không phải là một chiều. Cũng giống như ảnh hưởng tích cực có thể ảnh hưởng đến hành vi xã hội, hành vi xã hội có thể có ảnh hưởng đến ảnh hưởng tích cực.

## Truyền thông điện tử và hành vi xã hội
Hành vi xã hội thường được xem là sự thay đổi các hành vi có liên quan đến tình huống hiện tại, hành động phù hợp với bối cảnh đang diễn ra. Tuy nhiên, với sự ra đời của phương tiện truyền thông điện tử, mọi người bắt đầu thấy mình trong những tình huống mà họ có thể không được tiếp xúc trong cuộc sống hàng ngày. Các tình huống và thông tin tiểu thuyết được trình bày qua phương tiện điện tử đã hình thành các tương tác hoàn toàn mới đối với mọi người. Trong khi mọi người thường hành xử phù hợp với cài đặt của họ trong tương tác trực diện, các dòng đã trở nên mờ nhạt khi nói đến phương tiện điện tử. Điều này đã dẫn đến một loạt các kết quả, khi các chuẩn mực giới tính bắt đầu hợp nhất và mọi người tiếp xúc với thông tin mà họ chưa từng tiếp xúc thông qua tương tác trực diện. Một nhà lãnh đạo chính trị không còn có thể điều chỉnh một bài phát biểu cho chỉ một khán giả, vì bài phát biểu của họ sẽ được dịch và lắng nghe bởi bất kỳ ai thông qua các phương tiện truyền thông. Mọi người không còn có thể đóng các vai trò khác nhau mạnh mẽ khi đặt vào các tình huống khác nhau, bởi vì các tình huống chồng chéo nhiều hơn, và thông tin có sẵn hơn. Truyền thông nhanh chóng và trôi chảy hơn thông qua các phương tiện truyền thông, khiến hành vi cũng hợp nhất theo đó.

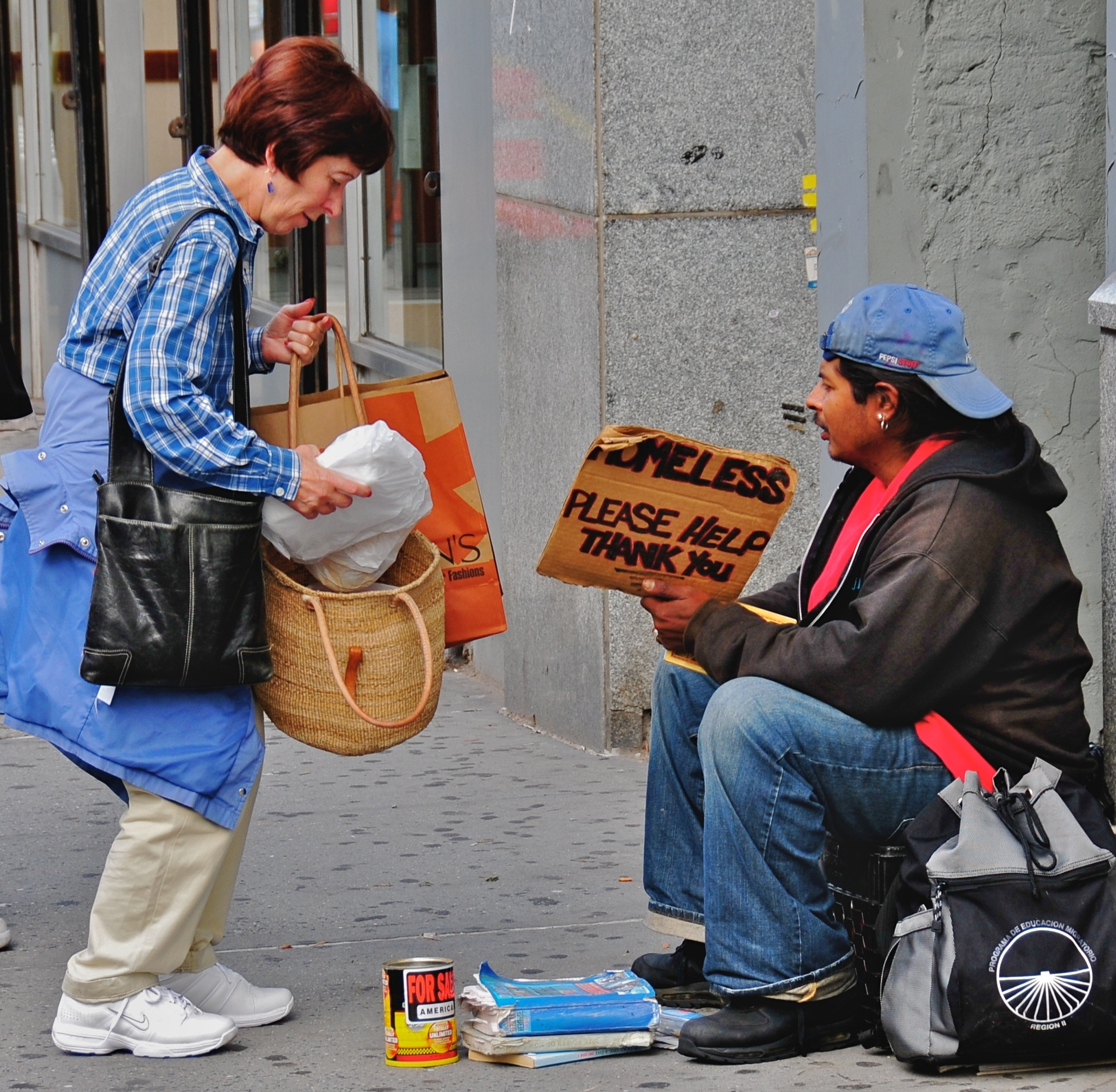
Một ví dụ về hành vi giúp đỡ

Phương tiện truyền thông cũng đã được chứng minh là có tác động trong việc thúc đẩy các loại hành vi xã hội khác nhau, chẳng hạn như hành vi xã hội và hung hăng. Ví dụ, bạo lực thể hiện qua các phương tiện truyền thông đã được nhìn thấy dẫn đến hành vi hung hăng hơn của người xem. Nghiên cứu cũng đã được thực hiện để điều tra làm thế nào phương tiện truyền thông mô tả các hành vi xã hội tích cực, hành vi xã hội tích cực, có thể dẫn đến hành vi giúp đỡ nhiều hơn trong người xem. Mô hình học tập chung được thành lập để nghiên cứu quá trình dịch phương tiện này thành hành vi hoạt động như thế nào và tại sao. Mô hình này cho thấy mối liên hệ giữa phương tiện tích cực với hành vi xã hội và phương tiện bạo lực với hành vi hung hăng và cho rằng điều này được trung gian bởi các đặc điểm của cá nhân theo dõi cùng với tình huống họ đang gặp phải. Mô hình này cũng đưa ra quan niệm rằng khi một người tiếp xúc với cùng loại phương tiện truyền thông trong thời gian dài, điều này thậm chí có thể dẫn đến những thay đổi trong đặc điểm tính cách của họ, vì họ đang hình thành các nhóm kiến thức khác nhau và có thể hành xử tương ứng theo các nhóm đó.
Trong các nghiên cứu khác nhau xem xét cụ thể cách các trò chơi video có hành vi hiệu ứng nội dung xã hội, đã chỉ ra rằng việc tiếp xúc ảnh hưởng đến hành vi trợ giúp tiếp theo trong chương trình phát video. Các quy trình làm nền tảng cho hiệu ứng này chỉ ra những suy nghĩ xã hội sẵn có hơn sau khi chơi một chương trình phát video liên quan đến vấn đề này, và do đó, người chơi trò chơi có nhiều khả năng hành xử phù hợp. Những hiệu ứng này không chỉ được tìm thấy trong các trò chơi điện tử, mà còn với âm nhạc, vì những người nghe các bài hát liên quan đến sự gây hấn và bạo lực trong lời bài hát có nhiều khả năng hành động một cách hung hăng. Tương tự như vậy, những người nghe các bài hát liên quan đến các hành vi xã hội (liên quan đến một bài hát có lời bài hát trung lập) đã được hiển thị để thể hiện các hành vi giúp đỡ lớn hơn và sự đồng cảm hơn sau đó. Khi những bài hát này được phát tại các nhà hàng, nó thậm chí còn dẫn đến sự gia tăng các lời khuyên được đưa ra (so với những người nghe lời hát trung tính).

## Hành vi hung hăng và bạo lực
Hung hăng là một hành vi xã hội quan trọng có thể có cả hậu quả tiêu cực (trong tương tác xã hội) và hậu quả thích nghi (thích nghi ở người và các loài linh trưởng khác để sinh tồn). Có nhiều sự khác biệt trong hành vi hung hăng, và rất nhiều trong số những khác biệt này là dựa trên sự khác biệt giới tính.

## Hành vi xã hội thể hiện bằng lời nói, bao quát và không lời

### Hành vi bằng lời nói và đồng thời với lời nói

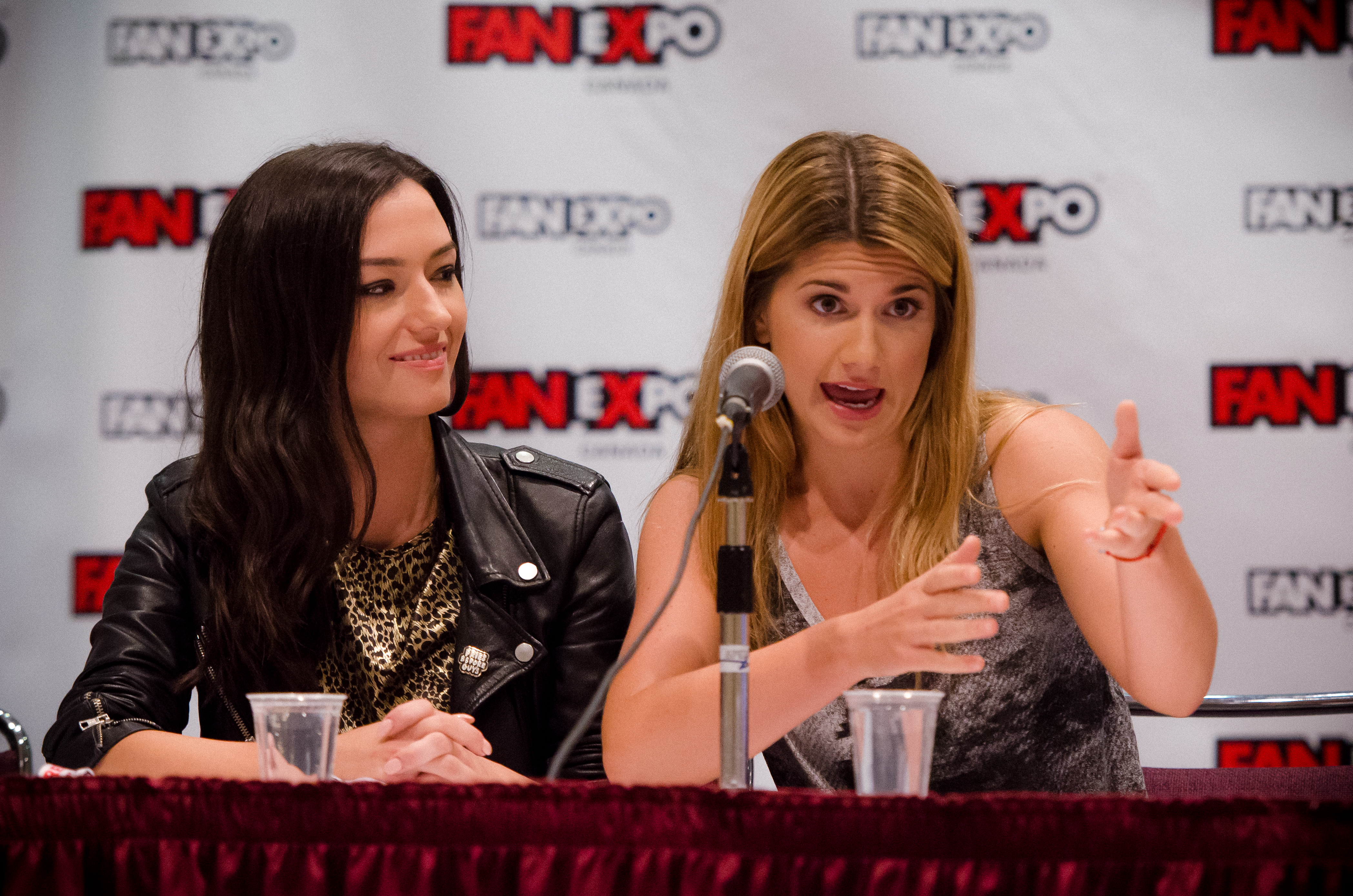
Một ví dụ về cử chỉ của tay và thể hiện nét mặt đi kèm với lời nói.

Mặc dù hầu hết các loài động vật có thể giao tiếp phi ngôn ngữ, con người có khả năng giao tiếp với cả hành vi bằng lời nói và phi ngôn ngữ. Hành vi bằng lời là nội dung lời nói của một người. Hành vi bằng lời nói và hành vi phi ngôn ngữ giao nhau trong những gì được gọi là hành vi che chở, đó là hành vi phi ngôn ngữ góp phần vào ý nghĩa của lời nói bằng lời nói (tức là cử chỉ tay được sử dụng để nhấn mạnh tầm quan trọng của những gì ai đó đang nói). Mặc dù các từ được nói truyền đạt ý nghĩa trong bản thân chúng, người ta không thể loại bỏ các hành vi che chở đi kèm với các từ đó, vì chúng rất chú trọng đến suy nghĩ và tầm quan trọng góp phần vào lời nói.  Do đó, các hành vi và cử chỉ bằng lời nói đi kèm với nó sẽ phối hợp với nhau để tạo nên một cuộc trò chuyện.  Mặc dù nhiều người đã đưa ra ý tưởng này rằng hành vi phi ngôn ngữ đi kèm lời nói đóng vai trò quan trọng trong giao tiếp, nhưng điều quan trọng cần lưu ý là không phải tất cả các nhà nghiên cứu đều đồng ý.  Tuy nhiên, trong hầu hết các tài liệu về cử chỉ, chúng ta thấy rằng không giống như ngôn ngữ cơ thể, cử chỉ có thể đi kèm với lời nói theo cách mang lại những suy nghĩ bên trong cho cuộc sống (thường là những suy nghĩ không thể diễn đạt bằng lời nói). Cử chỉ (hành vi đi kèm lời nói) và lời nói xảy ra đồng thời, và phát triển theo cùng một quỹ đạo đối với trẻ em.

### Hành vi phi ngôn ngữ
Xem bài viết chính: Giao tiếp phi ngôn ngữ

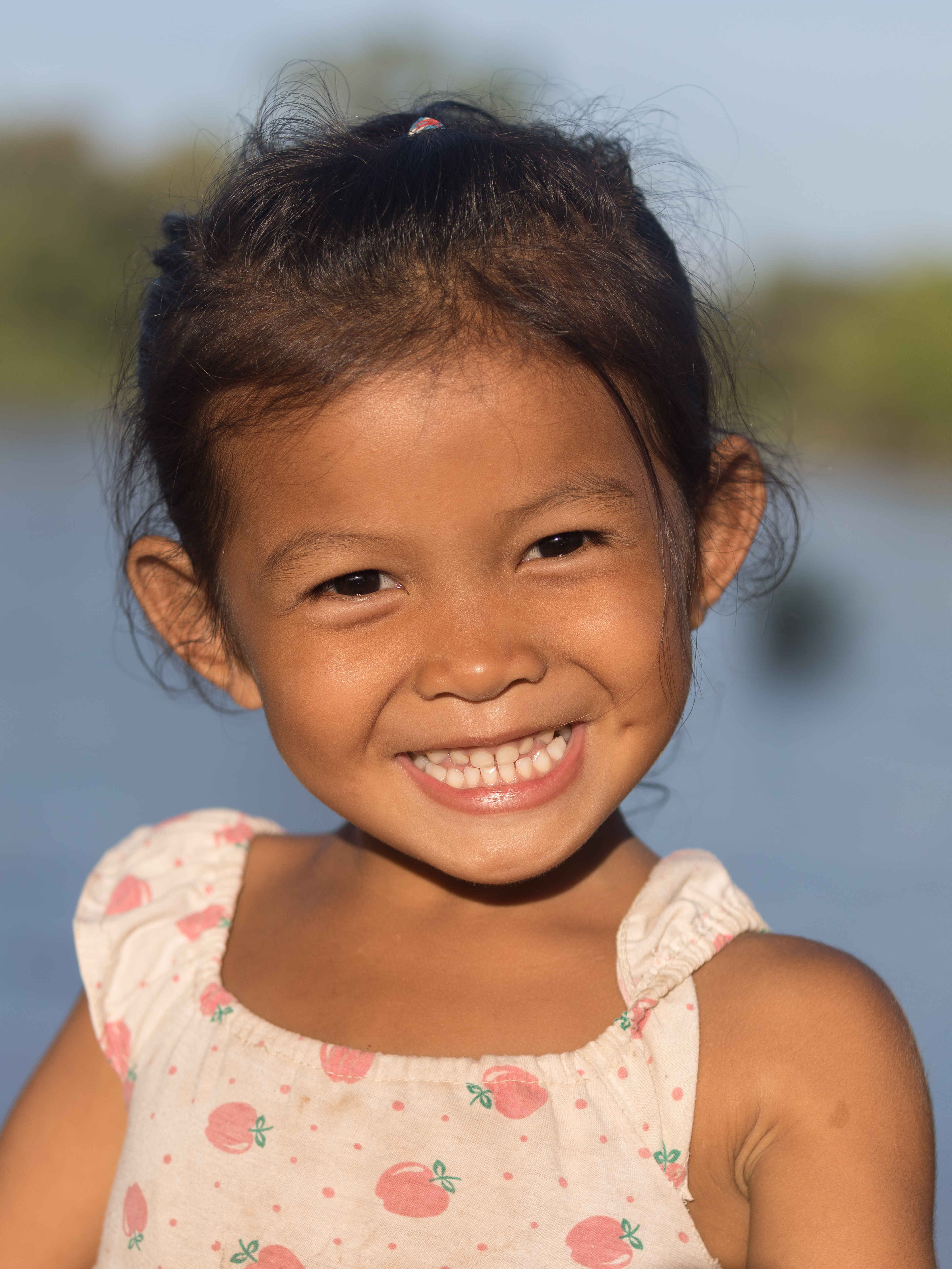
Một ví dụ về hành vi phi ngôn từ (nét mặt, nụ cười)

Các hành vi bao gồm bất kỳ thay đổi trong biểu hiện trên khuôn mặt hoặc chuyển động cơ thể tạo thành ý nghĩa của hành vi phi ngôn ngữ. Hành vi phi ngôn ngữ giao tiếp bao gồm các biểu hiện trên khuôn mặt và cơ thể có chủ ý nhằm truyền tải một thông điệp đến những người có ý định nhận nó.  Hành vi phi ngôn ngữ có thể phục vụ một mục đích cụ thể (nghĩa là truyền tải một thông điệp), hoặc có thể là một xung lực / phản xạ nhiều hơn.  Paul Ekman, một nhà tâm lý học có ảnh hưởng, đã điều tra cả hành vi bằng lời nói và phi ngôn ngữ (và vai trò của họ trong giao tiếp), nhấn mạnh đến mức độ khó kiểm tra các hành vi như vậy. Các tín hiệu phi ngôn ngữ có thể phục vụ chức năng truyền tải một thông điệp, suy nghĩ hoặc cảm xúc cho cả người xem hành vi và người gửi các tín hiệu này.

## Rối loạn liên quan đến sự suy giảm trong hành vi xã hội
Xem bài viết: Rối loạn cảm xúc và hành vi

### Rối loạn lo âu xã hội
Bài viết chính: Rối loạn lo âu xã hội
Rối loạn lo âu xã hội là một rối loạn ám ảnh đặc trưng bởi nỗi sợ bị người khác đánh giá, biểu hiện là nỗi sợ hãi của mọi người nói chung. Do nỗi sợ hãi lan tỏa của bản thân trước sự xấu hổ của bản thân trước mặt người khác, nó khiến những người bị ảnh hưởng tránh tương tác với người khác bằng mọi giá. Những người được phân loại là Rối loạn lo âu xã hội thường có lòng tự trọng thấp do tự phê phán bản thân rất cao, và do đó tránh tiếp xúc vì sợ bị "phơi bày" là không thể.  Những nỗ lực tìm kiếm các mối tương quan thần kinh liên quan đến Rối loạn lo âu xã hội đã chuyển sang thần kinh chức năng, trong đó phát hiện ra rằng Rối loạn lo âu xã hội có liên quan rất lớn đến sự tăng động của amygdala, vùng não được kích hoạt trong quá trình sợ hãi.

### Rối loạn tăng động thiếu/giảm chú ý
Bài viết chính: Rối loạn tăng động giảm chú ý
ADHD là một rối loạn phát triển thần kinh, chủ yếu được xác định bởi các triệu chứng thiếu tập trung, hiếu động thái quá và bốc đồng. Tăng động - Tính bốc đồng có thể dẫn đến các tương tác xã hội bị cản trở, vì một người biểu hiện các triệu chứng này có thể bị xã hội xâm phạm, không thể duy trì không gian cá nhân và nói chuyện với người khác. Phần lớn trẻ em có các triệu chứng của ADHD cũng có vấn đề với hành vi xã hội của chúng. Mặc dù trẻ em có thể không xác định được những vấn đề xã hội này trong chính chúng, những người chăm sóc chúng, người lớn trong cuộc sống của chúng và những đứa trẻ khác ở độ tuổi thường xuyên báo cáo. Trẻ em bị ADHD thường bị đồng nghiệp từ chối thường xuyên và nhanh chóng hơn, và các kỹ năng xã hội của chúng có xu hướng kém phát triển hơn so với những trẻ khác trong độ tuổi của chúng. Những khó khăn về hành vi xã hội sớm trong thời thơ ấu có thể dẫn đến những vấn đề nghiêm trọng hơn, nghiêm trọng hơn ở tuổi trưởng thành (tức là hành vi ngang ngược, vấn đề với trường học, công việc và có khả năng lạm dụng chất gây nghiện). Các nghiên cứu đã chỉ ra rằng mặc dù những người mắc ADHD có sẵn thông tin về các chuẩn mực xã hội (theo độ tuổi), họ có một thời gian khó phiên dịch kiến thức này thành các hành vi của chính họ.

### Tự kỷ
Rối loạn phổ tự kỷ là một rối loạn phát triển thần kinh ảnh hưởng đến hoạt động của giao tiếp xã hội và giao tiếp. Những người nằm trong vào thang điểm tự kỷ có thể gặp khó khăn trong việc hiểu các tín hiệu xã hội và trạng thái cảm xúc của người khác. Do đó, người ta có thể thấy khó điều chỉnh hành vi theo tình huống và hành động theo tiêu chuẩn của cài đặt. Cùng với phổ tự kỷ bao gồm Hội chứng Aspergers, có chứa chức năng không điển hình của tương tác và giao tiếp xã hội được thấy trong tự kỷ, nhưng không có sự chậm trễ đáng kể về mặt lâm sàng của khả năng nhận thức và ngôn ngữ. Nghiên cứu vẫn đang được thực hiện để điều tra những vùng não liên quan đến Rối loạn phổ Tự kỷ. Liên quan đến những bất thường thường xảy ra trong rối loạn phổ tự kỷ, một hệ thống phân loại trong số các phổ có thể có một loạt các triệu chứng, như khó khăn hoặc không thể duy trì giao tiếp bằng mắt với người khác và giao tiếp qua biểu hiện trên khuôn mặt và cơ thể. Một người có thể có một thời gian khó khăn để hình thành mối quan hệ với các đồng nghiệp của họ, và có một thời gian khó khăn để hình thành lợi ích lẫn nhau và chia sẻ một hứng thú chung với những người khác. Ngôn ngữ có thể bị suy yếu đối với những người ở cấp thấp, ảnh hưởng đến cuộc trò chuyện và giao tiếp với người khác.

### Khuyết tật trong học tập
Khuyết tật trong học tập thường được xác định là sự sút kém cụ thể trong thành tích học tập; tuy nhiên, nghiên cứu đã chỉ ra rằng với một khuyết tật học tập cũng có thể bị sút kém kỹ năng xã hội. Ủy ban hỗn hợp quốc gia về khuyết tật học tập hiện nay bao gồm sự chậm trễ trong tương tác xã hội trong định nghĩa về khuyết tật học tập. Một cơ quan nghiên cứu đang phát triển đã nghiên cứu mối liên hệ chặt chẽ giữa sự chậm trễ trong học tập và xã hội, và đã thấy rằng những người khuyết tật học tập có nguy cơ bị thiếu hụt kỹ năng xã hội cao hơn những người không bị trì hoãn thành tích học tập. Không đủ bằng chứng để khẳng định rằng sự sút kém trong học tập là nguyên nhân của sự chậm trễ xã hội tiếp theo, tuy nhiên, có một mối tương quan mạnh mẽ giữa hai điều này.